# Dialeurolonga pseudocephalidistincta
Dialeurolonga pseudocephalidistincta là một loài côn trùng cánh nửa trong họ Aleyrodidae, phân họ Aleyrodinae.
Dialeurolonga pseudocephalidistincta được Dubey & Sundararaj miêu tả khoa học đầu tiên năm 2006.